# Sinaise
Die Sinaise ist ein Fluss in Frankreich, der in der Region Centre-Val de Loire verläuft. Sie entspringt beim Weiler Le Plaix, im südöstlichen Gemeindegebiet von Urciers, entwässert generell in nördlicher Richtung und mündet nach rund 31 Kilometern im Gemeindegebiet von Touchay als linker Nebenfluss in den Arnon. Auf ihrem Weg durchquert die Sinaise die Départements Indre und Cher.

## Orte am Fluss
- Le Pleix, Gemeinde Urciers
- La Bidoire, Gemeinde Urciers
- Châteaumeillant
- Beddes
- Montgenoux, Gemeinde Maisonnais
- La Feuillouse, Gemeinde Vicq-Exemplet
- Rezay
- La Jonchère, Gemeinde Touchay